# Natação nos Jogos Olímpicos de Verão de 2008 - 200 m peito feminino
A competição dos 200m peito feminino  nos Jogos Olímpicos de Verão de 2008 aconteceram nos dias 13 e 15 de Agosto no Centro Aquático Nacional de Pequim.

## Medalhistas
| Ouro   | USA Rebecca Soni    |
| Prata  | AUS Leisel Jones    |
| Bronze | NOR Sara Nordenstam |

## Recordes
Antes desta competição, os recordes mundiais e olímpicos da prova eram os seguintes:
| Tipo | Atleta           | Tempo   | Local     | Data                   | Ref |
| ---- | ---------------- | ------- | --------- | ---------------------- | --- |
|      | AUS Leisel Jones | 2:20.54 | Melbourne | 1 de fevereiro de 2006 | ver |
|      | USA Amanda Beard | 2:23.37 | Atenas    | 19 de agosto de 2004   |     |

## Eliminatórias

### Eliminatória 1
| # | Pista | Nome               | País          | Tempo   | Notas |
| - | ----- | ------------------ | ------------- | ------- | ----- |
| 1 | 5     | Raminta Dvariskyte | LTU Lituânia  | 2:33.32 |       |
| 2 | 3     | Noora Laukkanen    | FIN Finlândia | 2:38.97 |       |
| 3 | 4     | Tatiane Sakemi     | BRA Brasil    | 2:39.13 |       |

### Eliminatória 2
| # | Pista | Nome                 | País           | Tempo   | Notas |
| - | ----- | -------------------- | -------------- | ------- | ----- |
| 1 | 2     | Yi Ting Siow         | MAS Malásia    | 2:27.80 |       |
| 2 | 4     | Alia Atkinson        | JAM Jamaica    | 2:29.53 |       |
| 3 | 7     | Marina Kuc           | MNE Montenegro | 2:31.24 |       |
| 4 | 3     | Dilara Buse Gunaydin | TUR Turquia    | 2:31.86 |       |
| 5 | 6     | Smiljana Marinovic   | CRO Croácia    | 2:32.80 |       |
| 6 | 5     | Nicolette Teo        | SIN Singapura  | 2:34.60 |       |

### Eliminatória 3
| # | Pista | Nome                 | País             | Tempo   | Notas |
| - | ----- | -------------------- | ---------------- | ------- | ----- |
| 1 | 7     | Inna Kapishina       | BLR Bielorrússia | 2:27.34 |       |
| 2 | 4     | Adriana Marmolejo    | MEX México       | 2:28.10 |       |
| 3 | 1     | Katalin Bor          | HUN Hungria      | 2:29.95 |       |
| 4 | 2     | Sara Elbekri         | MAR Marrocos     | 2:30.04 |       |
| 5 | 3     | Diana Gomes          | POR Portugal     | 2:30.18 |       |
| 6 | 6     | Nadja Higl           | SRB Sérvia       | 2:32.78 |       |
| 7 | 8     | Agustina De Giovanni | ARG Argentina    | 2:34.94 |       |
| 8 | 5     | Angeliki Exarchou    | GRE Grécia       | 2:36.83 |       |

### Eliminatória 4
| # | Pista | Nome            | País               | Tempo   | Notas |
| - | ----- | --------------- | ------------------ | ------- | ----- |
| 1 | 6     | Rie Kaneto      | JPN Japão          | 2:24.62 | Q     |
| 2 | 5     | Annamay Pierse  | CAN Canadá         | 2:25.01 | Q     |
| 3 | 4     | Yuliya Efimova  | RUS Rússia         | 2:25.07 | Q     |
| 4 | 8     | Elise Matthysen | BEL Bélgica        | 2:27.04 | Q     |
| 5 | 1     | Darae Jeong     | KOR Coreia do Sul  | 2:27.28 | Q     |
| 6 | 3     | Amanda Beard    | USA Estados Unidos | 2:27.70 |       |
| 7 | 2     | Olga Detenyuk   | RUS Rússia         | 2:27.87 |       |
| 8 | 7     | Mireia Belmonte | ESP Espanha        | 2:29.46 |       |

### Eliminatória 5
| # | Pista | Nome              | País               | Tempo   | Notas |
| - | ----- | ----------------- | ------------------ | ------- | ----- |
| 1 | 4     | Rebecca Soni      | USA Estados Unidos | 2:22.17 | Q, OR |
| 2 | 5     | Megumi Taneda     | JPN Japão          | 2:24.75 | Q     |
| 3 | 7     | Suzaan Van Biljon | RSA África do Sul  | 2:25.51 | Q     |
| 4 | 3     | Sally Foster      | AUS Austrália      | 2:25.54 | Q     |
| 5 | 2     | Anne Poleska      | GER Alemanha       | 2:26.74 | Q     |
| 6 | 1     | Kirsty Balfour    | GBR Grã-Bretanha   | 2:27.87 |       |
| 7 | 8     | Sophie De Ronchi  | FRA França         | 2:30.93 |       |
| 8 | 6     | Sarah Poewe       | GER Alemanha       | DNS     |       |

### Eliminatória 6
| # | Pista | Nome            | País              | Tempo   | Notas |
| - | ----- | --------------- | ----------------- | ------- | ----- |
| 1 | 4     | Leisel Jones    | AUS Austrália     | 2:23.81 | Q     |
| 2 | 5     | Mirna Jukic     | AUT Áustria       | 2:24.39 | Q     |
| 3 | 1     | Sara Nordenstam | NOR Noruega       | 2:24.47 | Q     |
| 4 | 3     | Seulki Jung     | KOR Coreia do Sul | 2:25.95 | Q     |
| 5 | 6     | Joline Hostman  | SWE Suécia        | 2:26.00 | Q     |
| 6 | 2     | Hui Qi          | CHN China         | 2:26.16 | Q     |
| 7 | 8     | Yuliya Pidlisna | UKR Ucrânia       | 2:28.84 |       |
| 8 | 7     | Nan Luo         | CHN China         | 2:29.67 |       |

## Semi-finais

### Semi-final 1
| # | Pista | Nome            | País              | Tempo   | Notas |
| - | ----- | --------------- | ----------------- | ------- | ----- |
| 1 | 4     | Leisel Jones    | AUS Austrália     | 2:23.04 | Q     |
| 2 | 5     | Sara Nordenstam | NOR Noruega       | 2:23.79 | Q, ER |
| 3 | 6     | Yuliya Efimova  | RUS Rússia        | 2:24.00 | Q     |
| 4 | 3     | Megumi Taneda   | JPN Japão         | 2:25.42 | Q     |
| 5 | 2     | Sally Foster    | AUS Austrália     | 2:26.33 |       |
| 6 | 1     | Anne Poleska    | GER Alemanha      | 2:26.71 |       |
| 7 | 7     | Joline Hostman  | SWE Suécia        | 2:27.14 |       |
| 8 | 8     | Darae Jeong     | KOR Coreia do Sul | 2:28.28 |       |

### Semi-final 2
| # | Pista | Nome              | País               | Tempo   | Notas |
| - | ----- | ----------------- | ------------------ | ------- | ----- |
| 1 | 4     | Rebecca Soni      | USA Estados Unidos | 2:22.64 | Q     |
| 2 | 5     | Mirna Jukic       | AUT Áustria        | 2:23.76 | Q, ER |
| 3 | 6     | Annamay Pierse    | CAN Canadá         | 2:23.94 | Q     |
| 4 | 3     | Rie Kaneto        | JPN Japão          | 2:25.65 | Q     |
| 5 | 7     | Seulki Jung       | KOR Coreia do Sul  | 2:26.83 |       |
| 6 | 1     | Hui Qi            | CHN China          | 2:27.63 |       |
| 7 | 2     | Suzaan Van Biljon | RSA África do Sul  | 2:28.45 |       |
| 8 | 8     | Elise Matthysen   | BEL Bélgica        | 2:29.64 |       |

## Final
| #                 | Pista | Nadadora            | Tempo   | Notas |
| ----------------- | ----- | ------------------- | ------- | ----- |
| Medalha de ouro   | 4     | USA Rebecca Soni    | 2:20.22 | WR    |
| Medalha de prata  | 5     | AUS Leisel Jones    | 2:22.05 |       |
| Medalha de bronze | 6     | NOR Sara Nordenstam | 2:23.02 | ER    |
| 4                 | 3     | AUT Mirna Jukić     | 2:23.24 |       |
| 5                 | 7     | RUS Yuliya Efimova  | 2:26.83 |       |
| 6                 | 2     | CAN Annamay Pierse  | 2:23.77 |       |
| 7                 | 1     | JPN Rie Kaneto      | 2:25.14 |       |
| 8                 | 8     | JPN Megumi Taneda   | 2:25.23 |       |

Legenda
| Recorde mundial      | Recorde mundial (World record)               |                       | Recorde africano                      | Recorde africano (African) |                                           | Q | Classificado por posição (Qualified) |
| Recorde olímpico     | Recorde olímpico (Olympic record)            | Recorde da América    | Recorde da América (Americas)         | q                          | Classificado por melhor tempo (Qualified) |   |                                      |
| Melhor marca do ano  | Melhor marca do ano (World leading)          | Recorde asiático      | Recorde asiático (Asian)              | DNS                        | Não largou (Did not start)                |   |                                      |
| Recorde nacional     | Recorde nacional (National record)           | Recorde europeu       | Recorde europeu (European)            | DNF                        | Não terminou (Did not finish)             |   |                                      |
| Recorde pessoal      | Recorde pessoal do atleta (Personal best)    | Recorde da Oceania    | Recorde da Oceania (Oceania)          | DSQ / DQ                   | Desclassificado (Disqualified)            |   |                                      |
| Recorde da temporada | Recorde da temporada do atleta (Season best) | Recorde sul-americano | Recorde sul-americano (South America) | NM                         | Sem marca (No mark)                       |   |                                      |